# Janez Jesenko
Janez Jesenko, slovenski geograf, zgodovinar, prevajalec in časnikar, * 7. oktober 1838, Poljane nad Škofjo Loko, † 31. julij 1908, Trst.

## Življenje in delo
Rodil se je očetu Martinu in materi Mariji (rojena Jereb).
Po osnovni šoli v domači vasi je končal gimnazijo v Ljubljani (1851-59) in iz zgodovine in geografije diplomiral na Dunaju (1859-63). Učil je na gimnazijah v Gorici (1863-67) in Trstu (1867-99). Napisal je vrsto slovenskih zgodovinskih in geografskih učbenikov. Med drugim je avtor Občne zgodovine (1871), Občnega zemljepisa (1873) in Prirodoznanskega zemljepisa (1874). Strokovno publicistiko je objavljal tudi v revijah.
Poleg tega je časnikarske prispevke objavljal v celovškem Slovencu in Slovenskem narodu in iz angleščine in francoščine prevajal leposlovje.